# Carlos Fernando (compositor)
Carlos Fernando (Caruaru, 1938 — Recife, 2013) foi um cantor e compositor de música popular brasileira.

## Biografia[4]
Foi considerado um dos maiores responsáveis por unir o frevo à MPB, ampliando o alcance de um ritmo que se restringia ao carnaval pernambucano. Começou no meio artístico aos 18 anos de idade, fazendo teatro com Luiz Mendonça, fundador do Movimento de Cultura Popular no Recife. Chegou a escrever uma peça de teatro, "A Chegada de Lampião no Inferno", baseada na literatura de cordel de José Pacheco. A peça inspirou, posteriormente, a composição da sua primeira música, "Aquela rosa", em parceria com Geraldo Azevedo, e gravada pelo próprio cantor conterrâneo em 1967.
Morando no Rio de Janeiro, firmou-se como compositor, e, durante a carreira, teve músicas gravadas por nomes como Caetano Veloso, Gilberto Gil, Jackson do Pandeiro, MPB4, Fagner, Chico Buarque, Zé Ramalho, Lula Queiroga, Lenine, Michael Sullivan, Severo, Xangai, Luiz Gonzaga, Banda de Pífanos de Caruaru. Criou a série "Asas da América", em que vários grandes intérpretes da MPB cantaram frevo.
Em 1983, Elba Ramalho gravou sua composição "Banho de cheiro”, que se tornou um dos grandes sucessos do país na época. Outra canção sua que fez sucesso na voz de Elba foi "Canta coração". Em 1989, sua composição "Noites olindenses" foi gravada por Caetano Veloso, na série "Asas da América".  A mesma música também foi gravada por Elba Ramalho no LP "Encanto", de selo Polygram, em 1992. Em 2007, participou da produção do CD "100 anos de Frevo – É de perder o sapato", ano em que o ritmo recebeu o título de Patrimônio Cultural Imaterial Brasileiro. Em 2009, ele foi um dos homenageados do Carnaval do Recife.
Em 2014, recebeu um espaço dedicado à sua memória no Museu Memorial de Caruaru. Foi, no mesmo ano, um dos homenageados do São João de Caruaru.
Carlos Fernando foi um dos mais frequentes parceiros de Geraldo Azevedo.

## Frevo
Em sua carreira como compositor e produtor, o caruaruense Carlos Fernando fez o frevo ganhar asas, ampliando os horizontes do gênero que até os anos e 1970 vivia refém do carnaval. Ele misturou o frevo à MPB, modernizando o centenário ritmo pernambucano e incorporando-o ao repertório nacional por meio de sucessos como "Banho de Cheiro" – gravado por Elba Ramalho em 1983 e por muito tempo executado nos quatro cantos do País durante os doze meses do ano. Carlos Fernando também criou a série "Asas da América", em que vários grandes intérpretes da MPB cantaram frevo.